# Sergentomyia murgabiensis
Sergentomyia murgabiensis är en tvåvingeart som först beskrevs av Perfiliew 1939.  Sergentomyia murgabiensis ingår i släktet Sergentomyia och familjen fjärilsmyggor. Inga underarter finns listade i Catalogue of Life.